# 宋大南
宋 大南（ソン・デナム、1979年4月5日 - ）は、韓国の京畿道出身の柔道家。身長は178 cm。

## 経歴
龍仁大学校出身。
81 kg級の選手として2007年の嘉納杯や2009年のグランドスラム・パリで優勝するなど一定の活躍を見せていたが、同じ階級に金宰範がいたため、オリンピックや世界選手権には出場できなかった。2010年になると階級を90 kg級に上げた。2011年には世界選手権に出場するが、3回戦でブラジルのティアゴ・カミロと対戦し敗れた。2012年には国内のライバルである李奎遠を退けてオリンピック代表になるが、33歳という年齢及び最近の国際大会で際立った成績を上げていないことからそれほど注目されていなかったものの、ロンドンオリンピックでは準々決勝で西山将士、準決勝でカミロに勝利すると、決勝ではキューバのアスレイ・ゴンサレスに競い勝ち金メダルを獲得した。ロンドンオリンピック後に現役を引退し、コーチに就任した。

## 主な戦績
- 2003年 - ミリタリーワールドゲームズ　優勝(73 kg級)

81 kg級での戦績
- 2005年 - 韓国国際　3位
- 2006年 - 嘉納杯　2位
- 2006年 - フランス国際　2位
- 2006年 - オーストリア国際　優勝
- 2006年 - 韓国国際　優勝
- 2007年 - 世界柔道団体選手権大会　3位
- 2007年 - 嘉納杯　優勝
- 2009年 - グランドスラム・パリ　優勝
- 2009年 - グランドスラム・モスクワ　3位
- 2009年 - ワールドカップ・ウランバートル　優勝
- 2010年 - ワールドマスターズ　5位
- 2010年 - グランドスラム・パリ　5位
- 2010年 - グランプリ・デュッセルドルフ　3位
- 2010年 - ワールドカップ・プラハ　2位
- 2010年 - 東アジア選手権　優勝
- 2010年 - グランドスラム・モスクワ　2位
- 2010年 - ワールドカップ・サルヴァドール　2位

90 kg級での戦績
- 2011年 - ワールドカップ・ウランバートル　優勝
- 2011年 - グランプリ・アブダビ　3位
- 2011年 - ワールドカップ・チェジュ　優勝
- 2011年 - グランドスラム・東京　5位
- 2012年 - グランドスラム・パリ　5位
- 2012年 - グランプリ・デュッセルドルフ　2位
- 2012年 -　ロンドンオリンピック　優勝

## 出演映像
- 青春不敗2 #38 - YouTube[3]

共演 鄭勲、金宰範、曹準好、ヒョヨン（少女時代）、ジヨン (KARA) 、ボラ (SISTAR) 、スジ (Miss A) 、イェウォン（ジュエリー)他